# کی-۹: پی.آی.
کی-۹: پی.آی. (انگلیسی: K-9: P.I.) فیلمی در ژانر اکشن و کمدی به کارگردانی ریچارد جی. لوئیس است که در سال ۲۰۰۲ منتشر شد. از بازیگران آن می‌توان به جیم بلوشی، سارا کارتر، و کوین دورند اشاره کرد.